# Франческо II Сфорца
Франческо II Сфорца (на италиански: Francesco II Sforza; * 4 февруари 1495, Милано, Миланско херцогство; † 24 октомври 1535, замък на Виджевано, пак там) от рода Сфорца, е последният суверенен херцог на Милано (1521 – 1535).

## Произход
Той е вторият син на херцога на Милано Лудовико Мария Сфорца (* 1451, † 1508) и на съпругата му Беатриче д’Есте (* 1475, † 1497), сестра на Изабела д’Есте. Негови дядо и баба по бащина линия са миланският херцог Франческо Сфорца и Бианка Мария Висконти, а по майчина – Ерколе I д’Есте, херцог на Ферара, Модена и Реджо, и Елеонора Арагонска. Има един брат:
- Масимилиано, роден Ерколе (* 1493, † 1530), херцог на Милано (1512 – 1515).

Има и четири или пет полубратя и две или три полусестри от извънбрачни връзки на баща му, сред които Джовани Паоло (Джампаоло) I, 1-ви маркиз на Караваджо (1532 – 1535), граф на Галиате (16 април 1533), известен кондотиер на своето време, от когото води началото си кадетският клон Сфорца ди Караваджо.

## Биография

### Ранни години
Той е роден в нощта между 3 и 4 февруари 1495 г. в замъка на Порта Джовия в Милано с помощта на семейната акушерка Фрезина от Ферара. Кръстен е от леля си Изабела д’Есте, която идва в Милано, за да помогне на сестра си при раждането, и от Антонио Мария Палавичино, маркиз на Бусето. Дадени са му около петнадесет имена, сред които първото е Сфорца Мария в чест на неговия чичо по бащина линия Сфорца Мария Сфорца, починал млад, когото баща му много обича, или, според други, в памет на неговия прародител Франческо I. В ранните години и поне до 1499 г. официално се нарича с името Сфорца, но по-късно се налага това на Франческо.
След като родителите му стават херцози на Милано, чийто наследник би бил най-големият им син Ерколе Масимилиано, на Франческо са отстъпени териториите, които родителите му притежават в Южна Италия: Херцогство Бари, Модуньо и Пало дел Коле и калабрийските градове Росано, Борело и Лонгобуко. След объркана и безплодна маневра на неговия баща Лудовико, от 1499 г. Херцогство Бари е окупирано от Изабела Арагонска, въпреки че Франческо продължава да го държи.
Въпреки болестта, която го мъчи от април до август 1495 г. и почти едновременната обсада на Новара, която кара родителите му да са заети далеч от дома, първите години на Франческо преминават безгрижно, между учене и игри в компанията на братята и сестрите му.
Още в първите месеци от живота си той показва голяма привързаност към полусестра си Бианка Джована, извънбрачната дъщеря на баща му и най-близката приятелка на Беатриче. Младото момиче обаче умира много рано, на 14-годишна възраст, през ноември 1496 г., а малко повече от месец по-късно при раждане умира и майка му Беатриче. По този начин детето много скоро губи двете най-важни женски фигури, а бащата от този момент нататък започва да прекарва все по-малко време с децата си.
През 1499 г. Миланското херцогство е нападнато от французите и Лудовико урежда да приюти синовете си в императорския двор в Инсбрук, като се присъединява към тях веднага след това по пътя. След това той се разделя с тях на следващия януари, когато решава да си опита късмета в Италия, за да си върне херцогството, и никога повече не ги вижда. Раздялата със сигурност е травматична, както за 5-годишния Франческо, така и за по-големия му брат, като миланският историк Бернардино Корио пише: „тези деца, като се сбогуваха с любимия си баща и го целунаха, жалки сълзи намокриха лицето му, наистина акт на невероятна болка".
Активите му са конфискувани от императора, който оставя на бежанците от Милано само малък херцогски апанаж. Тъжното състояние само частично е смекчено от намесата на неговата братовчедка, императрица Бианка Мария Сфорца, на чието попечителство са поверени двете деца. Бианка обаче умира през 1510 г., поради което е заменена от Маргарита фон Хабсбург. Двамата братя вероятно са разделени след диетата в Констанц, когато Масимилиано следва императора в Инсбрук, а Франческо е поверен на епископ Бернардо Клезио. Клезио вероятно му е дава по-добро хуманистично образование от това на брат му, но който го привиква да носи черни дрехи.
Той остава в изгнание в продължение на 21 години при несъмнено по-лоши икономически условия в сравнение с тези, в които се намира в миланския двор по време на великолепното управление на баща му. През годините на управление на неговия брат Ерколе Масимилиано, възстановен като херцог между 1512 и 1515 г., Франческо не успява да се върне в Милано. Когато той е изгонен отново през 1515 г. след завръщането на французите, Франческо (който е в Тренто) веднага действа, за да си върне владението на Миланското херцогство, което според него законно му принадлежи. Най-накрая успява да се върне в Милано, следвайки войските на папа Лъв X и император Карл V през 1521 г. (присъединени към т. нар. Свещената лига), също подпомогнат в това от ломбардското население, което се чувства силно потиснато от господството, считано за чуждо.
В контекст, в който семейство Есте, неговите роднини по майчина линия, застават на страната на краля на Франция, споменът за майка му Беатриче става неудобен. Въпреки това, през 1522 г., по време на преговорите, насочени към привличането на херцог Алфонсо I д’Есте на имперска страна, Франческо пише на посредничката маркиза Изабела, негова леля: „Спомням си кои бяха баща ми и майка ми и желая доброто за Дом Есте толкова колкото за Дом Сфорца. Трябва ли да желая това състояние на църквата и името на този дом да изчезне? Със сигурност не; добрият спомен за майка ми бе нейната сестра, нито пък се срамувам от това, но съм много щастлив, че съм имал такава майка.“

### Изкачване на престола
С придобиването на Миланското херцогство притесненията на Франческо II не свършват: натискът на французите продължава да бъде настоятелен, особено по границата с Пиемонт, а военните усилия изискват все повече и повече пари, което за държава с все по-малки размери като Миланското херцогство, в сравнение с френския колос, представляват непрекъснат проблем. Поради това Франческо II е принуден да наложи големи данъци на населението, за да я защитава, и това го поставя в лоша светлина, както и предизвиква появата на локализирани бунтове. Сред основните поддръжници на тези бунтове са Бонифачо Висконти, наследник и далечен роднина на онези Висконти, които някога са управлявали Милано и които гледат на Сфорца като узурпатори на сила, която те самите са създали. Затова Бонифачо Висконти се опитва да убие Франческо II, за да завладее херцогството, възползвайки се от нестабилната политическа ситуация, но успява само да рани херцога във врата и рамото.
Въпреки това, чувствайки се нестабилен в своето управление, поради силното влияние на Хабсбургите и присъствието на имперски войски в неговите територии, Франческо II Сфорца, по инициатива на своя министър Джироламо Мороне, отменя своя съюз и се присъединява към Конякската лига срещу императора. Тук влиза и Венецианската република, Флорентинската република, папа Климент VII и Кралство Франция. Следователно той остава замесен в заговор, заблуждавайки се, че има подкрепата на Фернандо Франческо д'Авалос, маркиз на Пескара, командир на имперските милиции в Италия. Въпреки това Авалос през 1525 г. предава заговорниците, разкрива заговора и предизвиква избухването на войната. Херцог Франческо II е набързо победен от имперските войски, но успява да запази контрола над някои градове и крепости на херцогството, докато благодарение на помощта на венецианците, които не искат да граничат с Хабсбургите и на запад, той се присъединява към Конякската лига и след благоприятна военна кампания си възвръща притежанията си през 1529 г.. Следователно Сфорца е възстановен в своето управление и е убеден да сключи мир с Карл V, макар и с плащане на много тежка компенсация, която още повече кара да обеднее Миланското херцогство.
През 1530 г. той издейства от папата издигането на новата епархия на Виджевано, като получава покровителството за него и неговите наследници в херцогството, за да облагороди града, който от края на XV век приютява двора.

### Брак и смърт
За да скрепи новия съюз с императора, през 1534 г. Франческо II се жени за 13-годишната Кристина Датска, дъщеря на Кристиан II, крал на Дания, и на Изабела, сестра на император Карл V. Франческо не е доволен от тази сватба, всъщност първоначално вярва, че трябва да се ожени за по-голямата ѝ сестра, и счита Кристина за все още твърде млада и се тревожи за консумацията на брака.
Кристина получава Тортона като зестра, след като Франческо II, който се разболява от болест, която почти го ослепява, умира в замъка във Виджевано през 1535 г. на 40-годишна възраст. Погребан е в Миланската катедрала.
С неговата смърт първоначалната и законна династия на Сфорца от Милано свършва, тъй като той няма наследници. Ето защо, за да избегне други претенции, Карл V решава да анексира Миланското херцогство директно към своите владения, като впоследствие го дава на сина си Филип, който става крал на Испания и следователно донася управлението на Милано като зестра на тази държава. Незаконният му брат Джовани Паоло I Сфорца въстава, но умира при тайнствени обстоятелства.

## Външен вид и характер
Франческо II има тъмен тен и коса, здраво телосложение и е среден на ръст. Говори се, че физически прилича на баща си, въпреки че е по-малко великолепен от това, но по лице смътно напомня на майка си. Ето как Бенедето Капилупи го описва през 1513 г., когато е на осемнадесет години: „Той има външен вид на баща си, но не толкова елегантен; няма да е едър лично, но по-дебел от херцога, има пълни рамене, косата му подобно на тези на херцога, обличам се в черно и като свещеник“.
Страда от години от изключителна слабост и деформация на гърба, както и от подагра. Ето как го описва Джорджо Вазари: „Последният Франческо беше гърбав, но с почтено лице, с бяла кожа и с черна брада, както се вижда от неговия портрет, нарисуван от Вечелио“. Обемните кожи на рис трябва да са служили за прикриване на неговото деформиране, както се вижда именно в портрета на Тициан, от който също се долавя известно скъсяване на ръцете. Лошото му здраве се потвърждава и от Марин Санудо през 1530 г., който пише, че ходи зле. Като дете обаче изглежда, че е бил напълно нормален и здрав, както може да се заключи от различните писма.
Генералният администратор на Бреша Марко Фоскари го описва по следния начин: „Господарят херцог показва меланхоличен тен и болнаво тяло, което не може да си помогне с краката и има много цвят на лицето; изглежда, че е много срамежлив и подозрителен и ум предвещаващ зло, съдба, която винаги пророкува лошо“.
Подобно на по-големия си брат той е склонен „към меланхолия и депресия, редуващи се според нормите фази на еуфорична енергия с други на безпокойство, отричане, когато не е паника“, не много различно от тези на баща му. Депресията на Франческо го със сигурност е подчертана от трагичната загуба на родителите, от изгнанието и от непрекъснатите трудности. Карло Контарини в едно от своите послания от 1527 г. го описва като „много избухлив, нито желаещ да търпи каквото и да е противопоставяне“, каквито между другото са и майка му и баща му, който, „когато се намеси някакво неочаквано събитие, остава много неспокоен и по-скоро изгубен, отколкото иначе“.
Пиетро Аретино, който непрекъснато го упреква за недобросъвестната смъртна присъда, наложена на Алберто Маравиля и повече от всеки друг го дразни с хапливите забележки, го нарича „първомъченик Сфорца“, „мумия херцог“, лицемер, груб, пророкува сърцераздирателната му смърт от на ръцете на народа и дори му приписваимпотентност, по силата на която се надява, че неговият „Ганимед“ Масимилиано Стампа, фаворит и колега в херцогския домейн, ще бъде „наместник“ и в брака. Това е неоправдана злоба, тъй като не само изглежда, че Франческо II е имал извънбрачна дъщеря, но също така император Карл V засвидетелства неговата сексуална мощ.

## Брак и потомство
∞ 4 май 1534 чрез представител за 13-годишната племенница на императора Кристина Датска (* ноември 1521, Нюборг; † 10 септември 1590, Тортона), дъщеря на крал Кристиан II Датски и Изабела фон Хабсбург, от която няма деца. След смъртта му тя се омъжва на 10 юли 1541 г. за Франц I Лотарингски.
Има вероятно една извънбрачна дъщеря:
- сестра Марта, известна с едно единствено писмо, в което се оплаква, че е забравена от него и че живее във финансови затруднения.[11][24]